# 氟化铊
氟化铊是一种无机化合物，化学式 TlF3，是一种白色固体。它除了是铊的两种氟化物之一，该化合物仅具有理论意义。它采用与三氟化铋相同的结构，但具有八配位的Tl(III)中心。有证据表明，氟化铊还有第二种晶体结构。